# Ґротково
Ґротково (пол. Grotkowo) — село в Польщі, у гміні Неханово Гнезненського повіту Великопольського воєводства.
Населення — 177 осіб (2011).
У 1975-1998 роках село належало до Познанського воєводства.

## Демографія
Демографічна структура станом на 31 березня 2011 року:
|          | Загалом | Допрацездатний вік | Працездатний вік | Постпрацездатний вік |
| -------- | ------- | ------------------ | ---------------- | -------------------- |
| Чоловіки | 96      | 21                 | 72               | 3                    |
| Жінки    | 81      | 18                 | 52               | 11                   |
| Разом    | 177     | 39                 | 124              | 14                   |